# Mșaneț, Liuboml
Mșaneț (în ucraineană Мшане́ць) este un sat în comuna Nudîje din raionul Liuboml, regiunea Volînia, Ucraina.

## Demografie
Componența lingvistică a localității Mșaneț
     Ucraineană (100%)
Conform recensământului din 2001, toată populația localității Mșaneț era vorbitoare de ucraineană (100%).